# 扎巴拉 (卡利尼夫卡區)
49°26′24″N 28°44′23″E / 49.44000°N 28.73972°E
扎巴拉（烏克蘭語：Забара），是烏克蘭的村落，位於該國西南部文尼察州，由赫米利尼克區負責管轄，始建於1638年，面積5.23平方公里，海拔高度268米，2001年人口197，人口密度每平方公里37.67人。